# Jan van Mersbergen
Jan van Mersbergen (Gorinchem, 10 d'abril de 1971) és un novel·lista neerlandès.
Va estudiar Sociologia Cultural en la Universitat d'Amsterdam. Va exercir diverses feines fins a dedicar-se plenament a l'escriptura a partir de la seua primera novel·la, De grassbijter, la qual va ser nominada als Debutatenprijs neerlandesos.
L'any 2007 destaca amb la seva obra Morgen zijn we in Pamplona. Narra la història d'un boxador durant els Sanfermins de Pamplona. Ha estat traduïda a l'alemany (Kunstmann, setembre de 2009), francès (Gallimard, març de 2010) i anglès (Peirene, juny de 2011).
El 2011, Jan van Mersbergen va publicar la novel·la Naar de overkant van de nacht per l'editorial Cossee. La novel·la tracta la paternitat, l'amistat i l'amor i narra una nit de Carnaval on s'explica la història d'un home que s'ha fet càrrec de l'educació dues nenes sordmudes de la seva parella durant 5 anys. Aquesta novel·la va ser guardonada amb el Premi BNG de Literatura. El 2013, l'obra va ser traduïda al català amb el nom de A l'altra banda de la nit, traduït per Maria Rosich, i publicada per l'editorial Raig Verd. La seva darrera novel·la va ser publicada al mes de febrer de 2014 i porta el títol De laatste ontsnapping (L'última fugida).

## Obres
- 2014: De laatste ontsnapping, novel·la, Editorial Cossee, ISBN 9789059364691
- 2011: Naar de overkant van de nacht, novel·la, Editorial Cossee, ISBN 9789059363 Error en ISBN: suma de verificació no vàlida28 1
  - 2013: A l'altra banda de la nit (traducció de Maria Rosich) ISBN 978-84-15539-54-4
- 2009: Zo begint het, novel·la, Editorial Cossee, ISBN 9789059362 Error en ISBN: suma de verificació no vàlida45 1
- 2007: Morgen zijn we in Pamplona, novel·la, Editorial Cossee, ISBN 905936130X
- 2005: De hemelrat, novel·la, Editorial Cossee, ISBN 9059360664
- 2003: De macht over het stuur, novel·la, Editorial Cossee, ISBN 9059360222
- 2001: De grasbijter, novel·la, Editorial Meulenhoff, ISBN 902907065X